# 香港2006年11月

## 11月1日
- 女藝人沈殿霞於瑪麗醫院留醫期間被偷伯事件，涉案印傭於東區裁判法院被判入獄四星期。法官指被告行為嚴重侵犯私隱；病人是否知名人士並非判案重點，並指被告利用針孔攝影機拍攝是精心計劃行事。被告雖無透露是否受人指使，但明顯是企圖獲得利益，故需處以入獄。明報

- 淫褻物品審裁處駁回《壹本便利》鍾欣桐更衣照覆核申請，維持評為不雅物品，壹傳媒主席黎智英願意就事件道歉。 明報

- 何文田五旬節中學校門前發生學生集體毆鬥，該校校長表示嚴肅處理。明報

- 新轉任的廉政專員羅范椒芬首日履新。明報[]

- 立法會討論工聯會議員王國興提出的最低工資、標準工時議案，由於功能組別否決，以致原議案及修訂案被否決。明報

## 11月2日
- 恆生指數收市報18714點，升261點，再創歷史新高。 蘋果日報[永久]、星島日報[]、文滙報、大公報
- 大欖郊野公園於重陽節發生山火，焚燒30多個小時，火場面積達450公頃，約6萬5千棵樹木焚毀。這場山火釀成難以估計的生態災難。明報[]、香港政府新聞公報 （页面存档备份，存于）
- 恆基兆業位於上環士丹頓街的尚賢居突然宣佈開售，樓花期長達5年，而該項目仍涉及與城市規劃委員會的官司。 明報 雅虎香港
- 泛聯盟擬於2007年3至5月組黨，定位於中產、年輕的工商專業和保守派人士。 明報[]

## 11月3日
- 14名立法會議員與旅遊事務專員區璟智、經濟發展及勞工局常任秘書長鄭汝樺乘搭昂坪360纜車，議員建議纜車公司改善故障通報。明報[]
- 屯門至珠海的客運航線啓航，經營者西北航運在早上進行啟航儀式，並於翌晨正式投入服務。該航線暫先於屯門碼頭及珠海九洲港每天各開出兩班，船程約45分鐘。經營者表示，如客量理想，航線可加開至每天最多16班。另一方面，一批屯門居民在碼頭外抗議，不滿船公司未能提供澳門渡輪服務。船公司表示會跟澳門方面繼續磋商，爭取儘快開辦澳門航線。明報
- 強烈熱帶風暴西馬侖遠離香港並進一步減弱，天文台在下午一時半取消懸掛了近72小時的熱帶氣旋警告信號。明報
- 明年是香港主權移交十周年，政府將於明年4月至9月舉辦一連串慶祝一連串慶祝活動，希望可以全民參與。政府已成立慶典籌備辦公室統籌各項事宜，辦公室主任楊立門表示，政府計劃邀請世界級球隊到港作表演賽，而主要慶祝活動將於明年7月1日舉行，當天除了有升旗禮及慶祝酒會外，亦會舉行煙花滙演。此外，所有於1997年出生的小童，均可於明年7月及8月到海洋公園遊玩；而政府亦會邀請百多名於1997年7月1日出生的小童出席參與各項慶祝活動。 明報
- 歌手官恩娜於中秋節被強吻一案，羅姓被告終於在屯門裁判法院承認非禮罪。 明報[]
- 香港郵政署於1999年推出電子證書起的7年期間，累積虧損達1.7億港元，因此決定外判予私人營辦商。 明報

## 11月4日
- 警方於早上九時接報，指一名16歲女學生在柴灣道350號附近被一名的士司機強行拉入車尾箱，事主反抗但被司機用鎚擊傷頭部。其後警方在柴灣興華邨附近截獲的士，警員在車尾箱內發現鎚子、木棍及膠紙等綑綁工具，當場將37歲的司機拘捕。及至晚上，警員將疑犯帶到將軍澳煜明苑及柴灣興民邨兩個單位調查，並帶走一批證物。而案中受傷女生情況穩定。明報

- 香港島石澳舉行10年一度的太平清醮，活動包括飄色巡遊。 明報[]

- 山頂纜車的控制室驅動系統由上午10時許至下午4時許發生故障，估計近5000人受影響。 明報[]

## 11月5日
- 屯門發生交通意外，一輛貨櫃車於下午二時許沿龍富路往龍鼓灘方向行駛，於駛至龍門居附近一個急彎時失控，拖架上的兩個貨櫃飛脫至對面行車線。貨櫃車司機一度被困車內，須由消防救出。他手腳骨折，送屯門醫院治理，情况並無大礙。 明報[]

- 香港金融管理局表示，香港外匯基金今年首三季投資收入678億港元，其中第三季佔371億港元。 明報[]

- 連接深港西部通道的后海灣幹線，首度開放舉行公益金百萬行，共有15,000人參加，籌得善款1400萬港元。 明報[]

- 香港大學學生會舉行4天公投，以決定是否脫離學聯。 明報[]

## 11月6日
- 在日内瓦舉行的世界衛生組織執行委員會會議，有份參與角逐世衛總幹事一職的中國候選人；香港衛生署前署長陳馮富珍，在初選中成功晉身五強。陳馮富珍在首輪投票中以最高票數32票入選，並較日本的候選人尾身茂及墨西哥弗倫克多出1票及2票。明報

- 已故的全國政協副主席霍英東，下午於北角香港殯儀館設靈。其家屬包括長子霍震霆及長孫霍啟剛下午陸續抵達殯儀館，多名政商界人士及體育組織代表亦到場弔唁及致祭。而記者在粗略統計下，來自全球各地人士所致送的花圈數目超過800個，大會要將部份花牌暫放於殯儀館對面的行人路。而為配合喪禮舉行，警方將於翌晨封閉殯儀館對開一段渣華道及健康東街。 明報

- 匯豐銀行宣佈減息0.25厘，最優惠利率由8厘減至7.75厘，而港幣5000元以上的存款利率亦減低0.25厘，由1.25厘至2.5厘不等，是該行兩年以來首次減息。匯豐銀行總經理梁高美懿表示，由於新股資金「回籠」，銀行同業拆息偏軟，故有減息空間。至於其他銀行方面，東亞及中銀香港亦減息0.25厘。匯豐減息後，市場上總共3個最優惠利率，分別由7.75厘至8.25厘不等。明報[]

- 元朗屏山一個貨倉發生貸櫃車夾死人意外。早上9時許，一名貨櫃車司機將車駛到橋旺街15號，準備倒車駛上一樓平台裝載一批隔音棉。司機下車察看倒車情況時，貨櫃車突然溜前，司機欲返回駕駛室將車煞停，但被夾於牆壁和車門之間。消防接報到場後將司機救出，惟送院後證實不治。警方經初步調查後表示，司機在下車已拉起手掣，並無入波，因此會調查意外是否該車掣動系統出現故障有關。頭條日報 （页面存档备份，存于）

## 11月7日
- 已故的全國政協副主席霍英東，以中國國家領導人的最高規格舉殯，中共中央總書記、國家主席胡錦濤、前領導人江澤民、其他8位中共中央政治局常委以及多位黨和國家領導人所致送的花圈放於靈堂右側的當眼位置。行政長官曾蔭權及多名港府高級官員也敬獻了花園。儀式由上午9時開始，治喪委員會副主任董建華先帶領全體默哀1分鐘，而全國政協副主席王忠禹致悼詞，讚揚霍英東愛國愛港。其後，他帶領全體人士，分批向霍英東遺像三鞠躬致意，最後由董建華及許仕仁等10名治喪委員會成員扶靈出殯，儀式於早上10時半結束。明報[]

- 世界衛生組織總幹事選舉進入第二回合，晉身最後5強的候選包括代表中國的陳馮富珍，逐一接受世衛執委會的面試。陳馮富珍於香港時間晚上10時接受面試，是5名候選人中最後者。在面試中，執委會向陳馮富珍提問了十多條問題，有執委國代表指陳馮富珍的對答反映她作了充足準備，而陳的提問亦非尖銳。 明報[]

- 地產代理監管局、消委會、地產建設商會及房屋及規劃地政局再訂出新指引，規管地產發展商的售樓程序。新措施包括要求地產發展商在出售樓花前，需先由核數師確定符合所有政府批文及商會指引。偌地產發展商違規，可被商會發出警告信、內部譴責或最嚴重的公開譴責。商會將另設由至少六名律師組成的獨立監察委員會以監管運作。政府表示如新措施成效不彰，將可能立法規管。明報[] 星島日報[]

- 香港股市出現顯著波動，受紐約股市及銀行宣布減息刺激，恒生指數在早上突破19,000點。下午開市過後更創出19161.38的歷史新高。但其後受成份股中國移動從高位急跌拖累，恆生指數在半小時内下跌300點至18,855.88的低位。尾市稍為收愎失地，收報18,939.31，升2.76。全日成交達517.22億港元，為歷來第五大的成交紀錄。明報[]

- 粉嶺發生懷疑童黨尋仇傷人案，事發於晚上8時52分，四名青少年在雍盛苑內休憩處聊天，突然被一批兇徒手持鐵槌及木棍等武器襲，4名青少年被圍毆受傷，被送往北區醫院救治。其中一人遭人用鐵槌重擊頭部，需轉往沙田威爾斯醫院深切治療部留醫，情况危殆。警員在現場鐵鎚和單車等兇器，並於附近擒獲一名14歲的涉案少年。其後，警方再拘捕8名男子，涉嫌與案有關。明報1[]、2

## 11月8日
- 世界衛生組織總幹事選舉，代表中國參選的陳馮富珍以高票當選，是首名執掌國際主要機構的中國人。陳馮富珍在當選後獲執委國致以掌聲恭賀，她承諾將為全球人類健康作貢獻，並表示這是她的榮耀，亦感任重道遠，她將繼承前任總幹事李鐘郁的遺志，並本着人道精神服務各成員國。陳馮富珍經委任後，將於2007年1月4日履新，任期五年半至2012年6月30日。明報即時新聞、明報[]、星島日報[]、成報[永久]
- 龔如心及王廷歆爭產案中，王廷歆聲言絕不披露支持他打官司的幕後人士身份，並斥其媳婦龔如心「利慾薰心」。  蘋果日報[永久]、東方日報[]、太陽報
- 香港選舉委員會提名期結束，共有1107人爭奪708個席位，為歷屆最多人參選，其中泛民主派派出156人參選。 明報[]
- 香港資深傳媒人、《成報》前社長包雲龍，清晨5時因肝癌擴散，在靈實醫院去世，終年56歲。 明報

## 11月9日
- 香港人力資源管理學會公佈《2006年薪酬趨勢調查》，在113家受訪的公司中，98%公司今年均有加薪，平均加幅為2.4%，較去年為多。學會表示通脹加上勞工市場需求增加，僱員加薪有望。香港人力資源管理學會新聞稿

- 有48年歷史的中環天星碼頭將於11日深夜12時關閉，翌日遷往新碼頭。天星小輪公司表示必要時會派籌及截停人龍，控制人潮。當晚亦會有多項告別儀式及特別安排。香港都市日報 （页面存档备份，存于）

- 香港政府正爭取將王羲之著名墨寶《快雪時晴帖》從台北國立故宮博物院借到香港，聯同另外兩件中國書法藝術經典一起展出，但因涉及兩岸問題而困難重重。  明報

- 聯合國發表《人類發展報告》指出，綜合教育、經濟發展和人民健康三方面的成績，香港全球排名第22，與去年相同。  明報

- 香港清晨上空出現罕見水星凌日，下次在香港出現要到2032年。  明報

## 11月10日
- 前行政長官董建華獲香港科技大學頒授社會科學榮譽博士。十多名學生在場抗議，要求校方撤回決定。席間觀眾則熱烈拍掌。明報 星島日報[]
- 在陳馮富珍當選世衛總幹事的數小時後，中國衛生部部長高強隨即批評香港大學微生物學系教授管軼於本年10月尾在《美國國家科學院院刊》發表文章指禽流感病毒已變種的言論失實。 明報、太陽報、大公報
- 香港扶貧委員會倡議香港仿效外國做法設立兒童發展基金，由政府及家庭以一對一比例供款，以協助貧窮兒童及避免跨代貧窮。 星島日報、東方日報
- 香港大學學生會對於是否退出香港專上學生聯會的公投結束，雖然贊成票較多，但由於投票率少於一成，公投結果無效。 明報

## 11月11日
- 第三代中環天星碼頭最後一日服務，當日有超過15萬市民乘搭渡輪往來碼頭，並在碼頭拍照留念。  明報
- 香港警方於沙頭角碼頭檢獲23箱超過5000塊芬蘭皮草，包括原隻藍影狐皮及貂鼠皮，總值1900萬港元，相信是準備走私到中國大陸銷售。 明報[]
- 大尾篤政府度假屋附近發現兩顆第二次世界大戰時遺下的炮彈，無人受傷。 明報[]
- 青山醫院完成重建工程，舉辦首個開放日，超過4000名市民入場參觀。 明報[]
- 橫頭磡康強苑倫常慘案，一名男子涉嫌失常，其48歲妻子及兩名分別20歲及9歲的女兒遇害。 成報[永久] 明報[永久] 蘋果日報[永久]

## 11月12日
- 青衣島發生嚴重交通意外，四人受傷。事發於早上9時23分，一輛貨櫃車沿青衣西路南行，於駛至青華苑對開上斜時，突然衝上左邊行人路。4名途人走避不及，被貨車撞傷，由救護車送往瑪嘉烈醫院搶救，其中一人情况危殆。司機進行酒精呼氣測試，證實並無喝酒。但他一度向警員供稱車輛突然「搶軚」，而其後承認是他打瞌睡而肇禍。有街坊表示該處行人路狹窄，曾要求運輸署改善但不得要領。明報[]
- 第三代中環天星碼頭於凌晨零時正式關閉，碼頭內的鐘樓在00:00響起12下鐘聲後正式關閉。4班慈善告別航渡輪和1隻貴賓渡輪在海上見證碼頭關閉。 明報[]
- 第四代中環天星碼頭(中環7號至8號碼頭)在上午6:30開出首班渡輪，正式取代舊碼頭，評價毀譽參半。 明報[]
- 含工業染料蘇丹紅的鹹鴨蛋疑從中國大陸河北省石家莊流入香港市場，食物環境衞生署正了解情況。 太陽報
- 九廣鐵路沙中線車廠及其上蓋物業，擬選址鑽石山大磡村用地。 星島日報
- 梁伯韜落實收購電訊盈科的財團名單，當中包括李嘉誠旗下兩個慈善基金，以48.5億港元收購電盈12%股權。 都市日報
- 九龍尖沙咀聖安德烈堂獲聯合國教科文組織頒發「保護文物優秀獎」殊榮。 明報[]
- 第31屆山頂明德醫院抬轎慈善賽於太平山頂舉行，共有600人參賽，籌得350萬港元。 明報[]
- 香港禮賓府首次於秋季辦開放日，超過3,000名市民入場參觀。 明報

## 11月13日
- 泰國前總理他信秘密訪問香港。 東方日報[]
- 受人民幣升值影響，從中國大陸進口糧油食品，如罐頭及雞蛋，價格增幅約一成。 星島日報
- 2007年維多利亞公園年宵市場攤位首日拍賣，最大的快餐攤檔以27萬港元成交，比去年低一成，惟整體成交價較去年為高。 大公報、都市日報
- 粉嶺軍地虎地排村發生致命車禍，一名騎單車的七歲男童因失衡墮地而遭一輛垃圾車輾斃。 蘋果日報[永久]、太陽報、頭條日報 （页面存档备份，存于）

## 11月14日
- 香港房屋署前屋宇裝備總工程師陳裘大，被控受賄港幣300萬元等9項罪名成立，被判處六年監禁，並須歸還110萬元賄款予房屋署。法官倫明高在判詞中指陳在案中扮演積極角色，並利用職權收取利益。法官接納辨方求情，指陳裘大貪污，亦無影響樓宇安全水平。但其貪污行為持續8個月，屬嚴重刑事罪行。陳裘大雖健康欠佳，正等候換肝。但這並非減刑理由，而犯案後損失共650萬港元的退休金及長俸屬意料中事。【香港司法機構案件編號：HCCC319/2006】明報[]、星島日報[]、東方日報[]
- 教育統籌局宣佈有條件放寬私立幼稚園的學生家長享用學券制，於現時及明年9月前入學的學童，可以得到資助，但幼稚園必須公開帳目及師資等資料。教育統籌局表示修改計劃是為免幼稚園學生爭相轉校並非對政策讓步，有私立幼稚園校長認為資助應一視同仁，以免造成分化。明報[]
- 山頂加列山道12號豪宅地皮，由田北俊家族的萬泰製衣以7.68億港元勾出，
平均呎價達18,000港元，並成為勾地表實施以來，最高呎價的成功勾地個案，該地段將於12月19日進行拍賣。公司主席田北俊表示，倘成功投得地皮，將興建8至10間獨立屋出售，但由於勾地成本較高，故預料樓盤落成後呎價將超過3萬元。有測量師表示，由於山頂住宅地段供應有限且需求甚殷，故將吸引多家地產發展商參與競投。 明報
- 上週日在意大利舉行的第8屆世界白松露菌拍賣大會，由商人胡應湘以破紀錄的125萬港元投得。該白松露菌在早上空運抵港，重1.51公斤，三塊連在一起直立生長。麗嘉酒店總廚岑柏濤表示，這是他第2度設計白松露菌菜譜。他將以雞蛋和意粉作配搭，並構想4至5道菜式，預計每碟菜成本高逾8000元。而胡應湘的代表指，胡將於11月16日設宴款待三四十人享用，所得收益全部撥歸母親的抉擇作慈善用途。 明報[]
- 泰國前總理他信與其妻子抵達香港，他們主要在中環一帶活動，並無發表任何談話。保安局表示，倘外賓以私人身分來港，警方又認為其人身安全末受威脅，香港政府將不會提供協助。明報[]
- 仿唐代園池建築，位於鑽石山鳳德道的南蓮園池開幕。 香港政府新聞公報 （页面存档备份，存于） 星島日報[]
- 香港教育學院院長莫禮時表示，理想是教院保持完全獨立，並正名為大學，但未能達到此理想時，則支持與香港中文大學結為聯邦。 明報[]
- 2007年維多利亞公園年宵市場攤位次日拍賣，總成交額673.2萬港元，較去年高達40%，最貴攤位由一雞仔餅商以5萬港元成交。 明報[]
- 舊中環天星碼頭計劃於12月拆卸，房屋及規劃地政局擬於原址附近的新填海區仿照原貌重建其鐘樓。 明報[]

## 11月15日
- 審計署批評醫院管理局未有積極追收病人欠款，過去五年涉及超過3.2億港元。 成報[永久]、大公報
- now寬頻電視擊敗香港有線電視，奪得2007年至2009年英格蘭超級聯賽的香港獨家轉播權。 星島日報、蘋果日報[永久]、東方日報[]、都市日報 （页面存档备份，存于）、頭條日報
- 領匯最大股東，英國對沖基金TCI，在商戶租金的策略上與主席鄭明訓存在嚴重分歧，故正密謀撤換主席。 明報
- 九廣東鐵羅湖站改善工程，部份新設施將於下週一起啟用。九鐵在羅湖站四號月台加裝附有感應器的新扶手電椅及自動行人道，是該公司首次在鐵路車站加裝此等設施。公司發言人馮永耀指，羅湖站的乘客集中在南行車尾上車，加裝自動人行道可疏導乘客往車頭上車並減少擠迫；而附有感應器的裝置，則可於無人使用時減速以節省電力。另外九鐵亦首次在扶手電梯頂部安裝LED日光燈，每組日光燈較傳統光管可節省四成電力；倘效果理想，九鐵將於全線車站改用日光燈作照明設施。  明報[]
- 中國廣東省東莞市虎門鎮軍事管理區一個由軍方設置的油庫在凌晨發生爆炸，一人死亡，7000多人疏散。意外鄰近香港人聚居的金灣花園，其居民亦要疏散。 無綫電視晨早新聞 （页面存档备份，存于）

## 11月16日
- 香港8-10月份失業率為4.5%，較上次公布下跌0.2個百分點，失業人數為16萬8900人，總就業人數超過350萬人。明報
- 選舉管理委員會指，近日市民收到以選管會名義發出的電郵，並非由選管會發出，且與選管會無關，因為選管會通常不會主動向市民發出電郵。選管會現正展開調查，並可能轉交有關執法部門跟進。明報
- 劉鑾雄在美國紐約佳士得拍賣會上，花費1.35億港元，投得普普藝術大師安迪·沃荷的《毛澤東》畫像，破典作品最高成交價世界紀錄。 東方日報[] 明報1 星島日報[] 明報2
- 旺角洗衣街一間運動用品店被香港警方起出近2,000件違禁武器，東主被捕。 成報[永久]
- Sony PlayStation第3代於首賣會前夕，已有超過200人排隊，一度出現混亂。 明報
- 灣仔利東街重建項目終於完成收購程序，市區重建局擬將其規劃為步行購物街，重現「喜帖街」的特色。 明報
- 位於薄扶林道山嶺，有130年歷史，法國建築風格的伯大尼修院，剛活化復修完成，日後是香港演藝學院電影電視學院的新院舍。今年聖誕節起將會開放讓公眾參觀及租用。 東方日報[永久] 明報1 大公報 明報2[永久]蘋果日報 香港演藝學院網訊 （页面存档备份，存于）
- 有半世紀歷史的旺角文明體育用品公司，警方搜出1900多件兵器包括雙節棍、鐵蓮花、飛鏢、大刀、蝴蝶劍、鴛鴦斧、雙刃刀等中國武術兵器。 蘋果日報

## 11月17日
- 被控於本年10月6日中秋夜期間非禮女藝人官恩娜的男子羅衍發罪名成立，被判即時入獄兩個月。裁判官郭偉健指此案是同類案件中最明目張膽且令人反感，事主反抗但被告漠不關心，只為滿足一己私欲，行為粗鄙。並認為被告可用言語示愛，但卻利用欺騙手段上台，故認為犯案非一時失控。另外由於被告最初否認控罪，故認為即使寫信道歉亦非真心。雖然此案亦可處社會服務令，但事件已引起公憤，故須以監獄大門的「鏗鏘」之聲，以作阻嚇。 明報[]
- 可持續發展委員會就更佳空氣質素發表報告，向政府提出十四項建議。明報
- 尖沙咀東部聖誕燈飾亮燈儀式，由財經事務及庫務局長馬時亨主持。明報
- 房屋署公佈2007年1月開售的居屋剩餘單位售價，介乎56萬至190萬港元，其中坐擁維港海景的黃大仙嘉峰臺最貴，天水圍天富苑則最便宜。 明報、成報、星島日報[]、大公報
- 中共中央初步同意2007年贈送2隻陝西秦嶺大熊貓來港，以慶祝香港主權移交十周年。 明報[]

## 11月18日
- 世界最大型民航客機空中巴士A380，由法國開始試飛，首次在香港國際機場降落。香港機場管理局將以1億港元改裝機場設施，以供A380客機使用。明報[]
- 香港民主黨的專責小組調查滲透事件，報告點名批評黨副主席陳竟明多次與中方人員接觸後未有匯報。 明報
- 前行政長官辦公室選址，落實於中環堅尼地道28號的舊英童學校。 明報

## 11月19日
- 康樂及文化事務署及香港單車聯會合辦，在啟德機場舉行的摺疊式單車繞圈賽事中，於協調道衝線時發生意外，三名單車手受傷，其中一人情況危殆。星島明報
- 繼鹹鴨蛋後，中國湖北省出產的雞蛋同樣被發現含蘇丹紅，食物環境衞生署正密切跟進。 星島日報[]、東方日報[]、成報[永久]
- 一群香港孕婦發起遊行，抗議香港公立醫院縱容中國大陸的孕婦來港產子，影響她們應有的權益。 蘋果日報[永久]、頭條日報 （页面存档备份，存于）
- 香港郵政宣佈將於12月31日，發行香港主權移交以來第三套通用郵票，以本地鳥類為主題，並加強防偽特徵。 明報1[]、2[]
- 石澳石礦場於2007年9月完成採石工程後，土木工程拓展署表示會進行大規模綠化，種植166,000棵樹，預計於2009年完成。 明報[]

## 11月20日
- 沙田第一城街市一名46歲女子，被「祈福黨」以偷龍轉鳳手法，騙走她100萬港元現金及數萬港元金器。明報[]、蘋果日報[永久]、太陽報、成報[永久]、頭條日報 （页面存档备份，存于）
- 本年11月的首19天，天文台所錄得的平均氣溫，較過去十年的11月高，達攝氏23.9度，部份行業需改變經營策略。有食肆的煲仔飯銷量較往年下跌三分二，需改推以素菜為主的煲仔飯以吸引客人；亦有時裝店則不敢大量購入冬季大衣，擔心滯銷。不過，天文台表示，隨東北季候風南移，本週後期氣溫將會跌至攝氏18度。 明報[]
- 香港小一入學自行分配學位公佈結果，約46,000名學生中約24,000人取得學位，其中1萬人以「世襲制」取得學位。有家長更要求其就讀名樣的長子留級，令次子可以世襲入校。 明報、星島日報[]、東方日報[]
- 受啟德填海工程需要改動的影響，中九龍幹線需要更改定線，單是顧問費用便多耗近1億港元。 明報[]

## 11月21日
- 銅鑼灣近地鐵站一帶擬建地下城，預計2009年動工，2013年完成。 明報1、2[]、東方日報[]
- 檢討公屋租金政策檢專責小組向房屋委員會建議，所有香港公共房屋住戶劃一減租11.6%。 明報[]、成報
- 受廣闊雷雨區影響，香港天文台首次在11月發出黃色暴雨警告。香港廣泛地區於下午開始天氣不穩定，天文台於下午3時半發出黃色暴雨警告，至晚上8時25分才取消。天文台表示，受東北季候風及廣闊雷雨區所影響，預測未來兩天的天氣是清涼而有雨。至下週初天氣才轉晴，間中有陽光。另外，港燈兩組位於港島南區的架空電線於下午4時左右遭雷擊，未有對供電造成影響。 明報、星島日報[]
- 10月的綜合消費物價指數較去年同期升2%，較上月低0.1個百分點。在各類消費項目中，家電、鐘錶等耐用品價格跌幅較大，而煤氣的燃料調整費下跌及油價回軟亦紓緩通脹；但住屋，衣履及食品價格則繼續上升。政府發言人預期，全年的通脹將維持於2%，屬溫和水平。 明報[]、香港政府新聞稿 （页面存档备份，存于）
- 衛生防護中心公布，今年第三季香港共有96人於接受愛滋病病毒抗體檢驗時呈陽性反應。明報[]、香港政府新聞稿 （页面存档备份，存于）
- 香港政府公佈高層官員調動，首席政府工程師韋志成將接替已出任環境運輸及工務局常任秘書長（工務）的麥齊光出任路政署署長，另外老興忠及何光偉將分別接任差餉物業估價署及機電工程署署長，以接替行將退休的原署長彭贊榮及黎仕海。 明報[]、香港政府新聞稿 （页面存档备份，存于）
- 甘泉航空第二部飛機於11月25日起投入服務，該公司亦計劃於2008年或之前上市。公司主席李卓民表示，早前出現延誤的倫敦航線，將於12月1日與俄羅斯當局達成永久航權安排，並冀於明年4月可以開辦往美國西部的航線。另外，李卓民又期望機隊於4至5年內擁有25部飛機，故計劃於2008年或之前上市以加快融資。而現時亦正進行上市前集資，冀能於明年第一季集資8億港元。 明報
- 衛生福利及食物局常任秘書長尤曾家麗表示，考慮從外地引入使用紙造及竹造環保棺材，以將火化時間縮短及減少產生廢氣。 蘋果日報[永久]
- 領匯房地產投資信託基金公佈中期業績，受惠於旗下商場加租及出租率上升，除稅後盈利近13億港元，每手基金單位獲派息約164港元。 東方日報[]、都市日報
- 香港本年第三季度本地生產總值增長達6.8%，香港財政司司長唐英年形容目前的香港經濟狀況「相當理想」。 星島日報、文滙報、香港商報
- 香港政府計劃於2008年在大埔區汀角興建人工泳灘，因涉及填海1.9公頃及水質問題而備受質疑。 明報[]
- 由香港浸會大學主導、香港藝術發展局及香港藝術中心合作，並獲香港賽馬會撥款6940萬港元翻新石硤尾工廠大廈而成的賽馬會創意藝術中心開始招租，但遭香港藝術界批評申請手續繁瑣。 明報[]
- 前北區區議會主席、粉嶺鄉事委員會主席李國鳳，因騙取13萬港元租金津貼罪成，上訴後獲香港高等法院由判監4個月減刑至2個月。 明報[]
- 11月19日參加「摺疊式單車」公路賽，在衝線時在單車相撞意外受重創的27歲選手梁立銘，留醫3日後，延至2時33分不治。明報

## 11月22日
- 食物安全中心隱瞞含蘇丹紅的中國湖北鹹鴨蛋於裕華國貨有售，衛生福利及食物局局長周一嶽致歉。 明報[]、蘋果日報[永久]、大公報、都市日報、頭條日報 （页面存档备份，存于）
- 明愛醫院發生嚴重醫療失誤事故，其手術刀被發現未完成消毒程序，便為13名病人切除白內障。 東方日報[]
- 美國隱形眼鏡護理藥水生產商AMO眼力健，回收14萬瓶在中國大陸生產，含有微生物的Complete隱形眼鏡護理藥水。  成報[永久]
- 深水埗北河街街市從中國山東進口的多寶魚被驗出含孔雀石綠，香港已全面停售。 明報[]
- 恒生指數再創新高，收市報19,250點，其中國企指數更急升284點(3.4%)至8610點收市，令港股市值漲至123,500多億港元的新高。 星島日報[]、文滙報
- 香港政府未能兌現為香港大專院校提供27,700個受資助學生宿位的承諾，尚欠達6,300多個宿位。 明報[]
- 受東北季候風影響，香港天文台於早上錄得攝氏19.4度，是今年入秋以來的最低溫紀錄。 明報[]
- 民主黨立法會議員李華明表示，會在下周的特別會議中動議譴責政府在處理毒蛋問題上輕率和有隱瞞之嫌。明報[]

## 11月23日
- 被控於本年9月18日駕駛垃圾車撞死人的46歲司機伍源輝，
於九龍城裁判法院被判處入獄14個月兼停牌27年，是同類案件中司機被判處停牌的最高紀錄。裁判官唐文判刑時指，雖被告並非因賽車或衝紅燈肇禍，但被告因沒有購買第三者保險，加上他在停牌期間駕駛以及多次駕駛非良好狀態的車輛，案情嚴重，處被告即時入獄且各項停牌之刑罰分期執行。裁判官更斥責被告的行為不負責任，故即使判處被告終身吊銷駕駛執照亦不為過。 【香港司法機構案件編號：KCCC5628/2006】 明報[]

- 天主教香港教區就《校本條例》違反《基本法》尋求司法覆核，高等法院裁定天主教香港教區敗訴。高等法院法官張舉能指，立法會在2004年通過的《校本條例》是政府按主權移交前的制度修訂，雖《基本法》第141條保障宗教組織可按主權移交原有辦法辦學，但辦學團體由政府資助，並無絕對自主權，故需按法例及政府政策的修訂作改變。而教區則發表聲明，指對裁決表示失望，但強調其辦學的熱誠不會因司法覆核的最終結果而改變。【香港司法機搆案件編號：HCAL157/2005】 明報、香港司法機構判案書(英文) （页面存档备份，存于）

- 香港交易所即時股價報價系統突然發生故障，導致部份股民恐慌性拋售股票，恆生指數於幾分鐘內急挫近100點。 星島日報[]
- 香港海洋公園正式展開擴建工程，計劃在2012年完工，儀式上財政司司長唐英年暗示地鐵南港島綫快將落實。 大公報、明報
- 為遏止中國大陸孕婦來港產子，醫院管理局主席胡定旭表示正考慮於2007年起提升非香港居民的產子費用至3萬至5萬港元，同時提高按金金額。 都市日報

## 11月24日
- 食物安全中心化驗新一批55隻蛋，發現3隻雞蛋含有蘇丹紅，亦發現11條桂花魚有孔雀石綠。明報[]
- 香港警務處副處長鄧竟成表示，會以嚴肅態度處理葵青區警務人員在執勤期間於一間茶餐廳睡覺及看電影一事，若調查屬實，會採取紀律行動。星島
- 警方在上水鶴藪拘捕3名非法入境者，並在他們的行李內發現大批武器，仍有1人在逃。明報[]
- 九龍城亞皆老街近九龍城裁判法院發生嚴重車禍，兩名就讀英皇佐治五世學校的女生，在安全島上被一平治房車撞倒，當中一人重傷。 太陽報
- 山東招金礦業（港交所：1818）及建滔積層板（港交所：1888）同日開始公開招股，各間證券行首天共借出約200億港元孖展。 星島日報[]
- 港元兌人民幣首次出現跌破一兌一，每百港元只值99.87人民幣。 香港商報
- 新加坡海峽時報中國首席特派員程翔有關被中國政府指控的間諜罪的上訴，被北京市高級人民法院駁回。 明報[]
- 香港哥爾夫球會位於粉嶺的高爾夫球場，12個果嶺懷疑被淋腐蝕性液體惡意破壞。東方日報26日消息[]

## 11月25日
- 房屋署建議明年2月免收公屋租戶租金一個月。 星島[]、明報[]
- 一名男子在上水天平路練跑時，被一輛從天平邨駛往三聖邨的261號九巴撞到，送院搶救後不治。東方日報[]
- 警務處長李明逵證實，兩名警員涉及一宗恐嚇勒索案有關被捕。 西九龍重案組較早前接報指，有旺角警署值日隊的探員，曾經在調查旺角一間體育用品店藏有違禁武器的案件中，有人曾出言恐嚇及勒索，於是派出探員蒐集資料及證據，發現有多名旺角警署探員涉案，於是在周五晚採取行動，邀請10多名探員助查。明報[]
- 香港城市大學驗出香港售賣的腐竹及枝竹含有致癌物質甲醛。 太限報、成報、大公報
- 天星小輪表示，其位於中環碼頭的新碼頭啟用後，客量難得維持不變，但收入卻下跌，因為多了長者享用免費渡輪，以及超過20%乘客由上層改搭較便宜的下層。 明報[]

## 11月26日
- 食物安全專家委員會主席關海山建議，可考慮採用Q嘜或註冊農場措施，以便追查蛋的來源。星島日報[]
- 一項針對中產人士的調查發現，30%受訪者認為特首曾蔭權務實，逾15%認為他只懂演戲。明報[]
- 環保觸覺調查發現，全香港中小學一年消耗的紙張數目，需要砍伐7萬2千棵樹。 該組織於本月訪問90間中小學共153名教師，發現在2005至2006學年，每名教師平均收到1788張紙，而學生則平均收到817張。以全港有5.9萬名教師及91萬名中小學生推算，兩者在過去一年則合共消耗8億4000萬張紙。港大地理系教授詹志勇認為，學校一年所消耗的紙張，相等於125萬部冷氣機的降溫效能。並可保留相等於9個維園的樹林。團體建議學校應減少刊印通告及檢討刊印筆記的需要。 明報
- 已故中國畫家徐悲鴻早期留學歐洲時的作品「奴隸與獅」在香港拍賣，被一名匿名人士以5,388萬港元投得，打破國畫最高成交額紀錄。明報[]

- 銅鑼灣時代廣場因聖誕樹燈飾短路發生火警。事發於中午12時許，一棵懸掛在商場半空的聖誕樹突然冒煙。商場職員見狀，即時以滅火筒噴向樹身，將火撲滅。消防接報後到場調查，相信是纏繞在聖誕樹上的燈飾電線短路引致起火，並無可疑，事件中無人受傷。 明報[]

- 香港女童軍總會舉行90周年大會操。儀式假香港大球場舉行。而過百名幼齡女童軍所組成的「快樂小蜜蜂」，為典禮展開序幕。行政長官夫人兼總會會長曾鮑笑薇及何鴻燊等多名副會長主持步操檢閱儀式。2000多名女童軍及香港十個制服團隊，以整齊制服及一致步伐進行步操，場面壯觀。而800名女童軍亦表演大型舞蹈，氣氛熱烈。主辦單位表示，典禮共有40,000人到場觀看。 明報[]、大公報

- 勒索旺角文明體育用品店東「案中案」，店東表示懷疑有警務人員藉此要脅金錢利益，警務處處長李明逵表示會嚴肅處理。 東方日報[] 大公報

- 民建聯主席馬力的辦事處開幕，特首曾蔭權到賀。對於剛治癒癌症的他是否參與2008年立法會選舉，馬力指先看來年的香港區議會選舉的結果再作決定。明報

- 食物安全中心驗出鯪魚含有孔雀石綠，已全面停售。 成報[永久]

- 香港中文大學研究發現，市面部份靈芝孢子產品並非完全破壁，甚至以其他菇類偽冒，而消委會及衛生署分別收到服用該類產品後不適的投訴及報告。 明報[]

## 11月27日
- 根據香港天文台的記錄，11月的平均溫度創下了120年高溫紀錄。11月11日是香港最熱的一日，最高氣溫高達29.2度，比1961年至1990年的平均最高溫26.1度還要高。都市日報大公報
- 國際著名鋼琴家郎朗經香港政府優才計劃領得香港身份證，按香港法例，住滿7年可以成為香港永久性居民。 星島日報 明報1[]、 明報2、成報[永久]
- 中國大陸淡水魚即日起無限期全線暫停輸入香港。 明報[]、蘋果日報[永久]、太陽報
- 港元兌人民幣正式跌穿一算，但香港金融管理局無意更改與美元掛鈎的聯繫匯率制度。 星島日報[]
- 受到香港教育將於2009年改為三三四學制，保良局莊啟程預科書院計劃轉型為高中書院，並與保良局唐乃勤中學結為一條龍學校。 明報

## 11月28日
- 前政務司司長陳方安生在一個午餐會致辭時，批評政府擴大政治委任制，指建議有缺失及漏洞，理據不清，會令公務員中立性降低，和令市民對政治冷漠。明報
- 岑浩賢被斬案，繼母的前男友曾可威和開車接載刀手行事之的士司機伍德榮，蓄意傷人罪名成立，明日宣判。明報
- 恒生指數收市報18639.53點，下跌564.48點或2.94%，是2001年9月12日以來最大單日跌幅。 明報新聞網、明報、星島日報[]、文滙報、大公報、香港商報、都市日報、頭條日報 （页面存档备份，存于）
- 九龍塘廣播道1號地皮由信和置業以19.4億港元投得，另一幅位於馬鞍山的地皮則由長實以32.4億港元投得。 東方日報[]、蘋果日報[永久]
- 香港商人兼收藏家張永珍以1.5億港元投得清乾隆御製琺瑯彩杏林春燕圖盌，高出底價四倍。  成報[永久]
- 職業訓練局斥資4億港元為香港知專設計學院興建新校舍，預計於2009年落成。 明報[]

## 11月29日
- 香港政府公布《種族歧視條例草案》，本條例草案12月1日刊登憲報，12月13日提交立法會首讀並動議二讀。 明報 星島日報[] 太陽報[]
- 男童岑浩賢被斬手案，策劃兇案的曾可威入獄18年，主審法官形容案件是「最狠毒的傷人案之一」。 明報、東方日報、星島日報[]、成報、頭條日報 （页面存档备份，存于）
- 香港國際機場跑道航班容量接近飽和，民航處表示短期內會劃出一條新航道供途經香港降落廣州的航班使用。 文滙報、香港商報
- 瑞典仿古帆船哥德堡號抵達香港，停留9日訪問。 明報[]
- 香港海洋公園公佈2005/06年度業績，入場人次達438萬，盈餘超過1.5億港元，兩者均破歷來紀錄。 明報[]

## 11月30日
- 有18年歷史，以放映非主流藝術電影著名的灣仔影藝戲院，今晚9時30分放映最後一場後結業。銀都機構表示會另覓地點重開。 明報[]
- 電訊盈科母公司盈科拓展，就商人梁伯韜收購電盈22.65%股權的建議，在新加坡舉行特別股東大會，結果以76%反對票否決收購建議。 明報[]、蘋果日報、東方日報[]、星島日報[]、大公報、香港商報、都市日報、頭條日報 （页面存档备份，存于）
- 香港中文大學校董會宣佈將成立的晨興書院和善衡書院的選址，兩所書院的宿舍將於大學體育中心旁山坡上興建。校董會同時宣佈，將於聯合書院恆生樓和陳震夏宿舍附近興建第三所新書院。中大新聞發佈 （页面存档备份，存于）、明報[]
- 有示威者闖入舊中環天星碼頭展示反對拆卸的橫額，並敲響其鐘樓的鐘聲。 明報

| 香港新聞動態 |
| \| - 2024年香港：1月 - 2月 - 3月 - 4月 - 5月 - 6月 - 7月 - 8月 - 9月 - 10月 - 11月 - 12月 - 2023年香港：1月 - 2月 - 3月 - 4月 - 5月 - 6月 - 7月 - 8月 - 9月 - 10月 - 11月 - 12月 - 2022年香港：1月 - 2月 - 3月 - 4月 - 5月 - 6月 - 7月 - 8月 - 9月 - 10月 - 11月 - 12月 - 2021年香港：1月 - 2月 - 3月 - 4月 - 5月 - 6月 - 7月 - 8月 - 9月 - 10月 - 11月 - 12月 - 2020年香港：1月 - 2月 - 3月 - 4月 - 5月 - 6月 - 7月 - 8月 - 9月 - 10月 - 11月 - 12月 - 2019年香港：1月 - 2月 - 3月 - 4月 - 5月 - 6月 - 7月 - 8月 - 9月 - 10月 - 11月 - 12月 - 2018年香港：1月 - 2月 - 3月 - 4月 - 5月 - 6月 - 7月 - 8月 - 9月 - 10月 - 11月 - 12月 - 2017年香港：1月 - 2月 - 3月 - 4月 - 5月 - 6月 - 7月 - 8月 - 9月 - 10月 - 11月 - 12月 - 2016年香港：1月 - 2月 - 3月 - 4月 - 5月 - 6月 - 7月 - 8月 - 9月 - 10月 - 11月 - 12月 - 2015年香港：1月 - 2月 - 3月 - 4月 - 5月 - 6月 - 7月 - 8月 - 9月 - 10月 - 11月 - 12月 - 2014年香港：1月 - 2月 - 3月 - 4月 - 5月 - 6月 - 7月 - 8月 - 9月 - 10月 - 11月 - 12月 - 2013年香港：1月 - 2月 - 3月 - 4月 - 5月 - 6月 - 7月 - 8月 - 9月 - 10月 - 11月 - 12月 - 2012年香港：1月 - 2月 - 3月 - 4月 - 5月 - 6月 - 7月 - 8月 - 9月 - 10月 - 11月 - 12月 - 2011年香港：1月 - 2月 - 3月 - 4月 - 5月 - 6月 - 7月 - 8月 - 9月 - 10月 - 11月 - 12月 - 2010年香港：1月 - 2月 - 3月 - 4月 - 5月 - 6月 - 7月 - 8月 - 9月 - 10月 - 11月 - 12月 - 2009年香港：1月 - 2月 - 3月 - 4月 - 5月 - 6月 - 7月 - 8月 - 9月 - 10月 - 11月 - 12月 - 2008年香港：1月 - 2月 - 3月 - 4月 - 5月 - 6月 - 7月 - 8月 - 9月 - 10月 - 11月 - 12月 - 2007年香港：1月 - 2月 - 3月 - 4月 - 5月 - 6月 - 7月 - 8月 - 9月 - 10月 - 11月 - 12月 - 2006年香港：1月 - 2月 - 3月 - 4月 - 5月 - 6月 - 7月 - 8月 - 9月 - 10月 - 11月 - 12月 - 2005年香港：1月 - 2月 - 3月 - 4月 - 5月 - 6月 - 7月 - 8月 - 9月 - 10月 - 11月 - 12月 - 2004年香港：1月 - 2月 - 3月 - 4月 - 5月 - 6月 - 7月 - 8月 - 9月 - 10月 - 11月 - 12月 - 2003年香港：1月 - 2月 - 3月 - 4月 - 5月 - 6月 - 7月 - 8月 - 9月 - 10月 - 11月 - 12月 - 2002年香港：1月 - 2月 - 3月 - 4月 - 5月 - 6月 - 7月 - 8月 - 9月 - 10月 - 11月 - 12月 - 2001年香港：1月 - 2月 - 3月 - 4月 - 5月 - 6月 - 7月 - 8月 - 9月 - 10月 - 11月 - 12月 - 2000年香港：1月 - 2月 - 3月 - 4月 - 5月 - 6月 - 7月 - 8月 - 9月 - 10月 - 11月 - 12月 - 1999年香港：1月 - 2月 - 3月 - 4月 - 5月 - 6月 - 7月 - 8月 - 9月 - 10月 - 11月 - 12月 - 1998年香港：1月 - 2月 - 3月 - 4月 - 5月 - 6月 - 7月 - 8月 - 9月 - 10月 - 11月 - 12月 - 1997年香港：1月 - 2月 - 3月 - 4月 - 5月 - 6月 - 7月 - 8月 - 9月 - 10月 - 11月 - 12月 參 \| |
| - 2024年香港：1月 - 2月 - 3月 - 4月 - 5月 - 6月 - 7月 - 8月 - 9月 - 10月 - 11月 - 12月 - 2023年香港：1月 - 2月 - 3月 - 4月 - 5月 - 6月 - 7月 - 8月 - 9月 - 10月 - 11月 - 12月 - 2022年香港：1月 - 2月 - 3月 - 4月 - 5月 - 6月 - 7月 - 8月 - 9月 - 10月 - 11月 - 12月 - 2021年香港：1月 - 2月 - 3月 - 4月 - 5月 - 6月 - 7月 - 8月 - 9月 - 10月 - 11月 - 12月 - 2020年香港：1月 - 2月 - 3月 - 4月 - 5月 - 6月 - 7月 - 8月 - 9月 - 10月 - 11月 - 12月 - 2019年香港：1月 - 2月 - 3月 - 4月 - 5月 - 6月 - 7月 - 8月 - 9月 - 10月 - 11月 - 12月 - 2018年香港：1月 - 2月 - 3月 - 4月 - 5月 - 6月 - 7月 - 8月 - 9月 - 10月 - 11月 - 12月 - 2017年香港：1月 - 2月 - 3月 - 4月 - 5月 - 6月 - 7月 - 8月 - 9月 - 10月 - 11月 - 12月 - 2016年香港：1月 - 2月 - 3月 - 4月 - 5月 - 6月 - 7月 - 8月 - 9月 - 10月 - 11月 - 12月 - 2015年香港：1月 - 2月 - 3月 - 4月 - 5月 - 6月 - 7月 - 8月 - 9月 - 10月 - 11月 - 12月 - 2014年香港：1月 - 2月 - 3月 - 4月 - 5月 - 6月 - 7月 - 8月 - 9月 - 10月 - 11月 - 12月 - 2013年香港：1月 - 2月 - 3月 - 4月 - 5月 - 6月 - 7月 - 8月 - 9月 - 10月 - 11月 - 12月 - 2012年香港：1月 - 2月 - 3月 - 4月 - 5月 - 6月 - 7月 - 8月 - 9月 - 10月 - 11月 - 12月 - 2011年香港：1月 - 2月 - 3月 - 4月 - 5月 - 6月 - 7月 - 8月 - 9月 - 10月 - 11月 - 12月 - 2010年香港：1月 - 2月 - 3月 - 4月 - 5月 - 6月 - 7月 - 8月 - 9月 - 10月 - 11月 - 12月 - 2009年香港：1月 - 2月 - 3月 - 4月 - 5月 - 6月 - 7月 - 8月 - 9月 - 10月 - 11月 - 12月 - 2008年香港：1月 - 2月 - 3月 - 4月 - 5月 - 6月 - 7月 - 8月 - 9月 - 10月 - 11月 - 12月 - 2007年香港：1月 - 2月 - 3月 - 4月 - 5月 - 6月 - 7月 - 8月 - 9月 - 10月 - 11月 - 12月 - 2006年香港：1月 - 2月 - 3月 - 4月 - 5月 - 6月 - 7月 - 8月 - 9月 - 10月 - 11月 - 12月 - 2005年香港：1月 - 2月 - 3月 - 4月 - 5月 - 6月 - 7月 - 8月 - 9月 - 10月 - 11月 - 12月 - 2004年香港：1月 - 2月 - 3月 - 4月 - 5月 - 6月 - 7月 - 8月 - 9月 - 10月 - 11月 - 12月 - 2003年香港：1月 - 2月 - 3月 - 4月 - 5月 - 6月 - 7月 - 8月 - 9月 - 10月 - 11月 - 12月 - 2002年香港：1月 - 2月 - 3月 - 4月 - 5月 - 6月 - 7月 - 8月 - 9月 - 10月 - 11月 - 12月 - 2001年香港：1月 - 2月 - 3月 - 4月 - 5月 - 6月 - 7月 - 8月 - 9月 - 10月 - 11月 - 12月 - 2000年香港：1月 - 2月 - 3月 - 4月 - 5月 - 6月 - 7月 - 8月 - 9月 - 10月 - 11月 - 12月 - 1999年香港：1月 - 2月 - 3月 - 4月 - 5月 - 6月 - 7月 - 8月 - 9月 - 10月 - 11月 - 12月 - 1998年香港：1月 - 2月 - 3月 - 4月 - 5月 - 6月 - 7月 - 8月 - 9月 - 10月 - 11月 - 12月 - 1997年香港：1月 - 2月 - 3月 - 4月 - 5月 - 6月 - 7月 - 8月 - 9月 - 10月 - 11月 - 12月 參       |

1. ↑  容量有限，本表只列出香港回歸以來各年各月香港新聞動態。關於更早年代的各年各月香港新聞動態，詳見於某年香港（某年表示1997年之前的公曆年份）。